# Улан-Уде (станція)
Улан-Уде (рос. Ула́н-Удэ́) — станція Східно-Сибірської залізниці у місті Улан-Уде,Бурятія, Росія відкрита в 1900 році. Головний залізничний вокзал міста.

## Коротка характеристика
Великий пасажирський транспортно-пересадний залізничний вузол. Знаходиться на дільниці Іркутськ-Пасажирський - Заудинський Східно-Сибірської залізниці. За характером основної діяльності станція віднесена до 1-го класу. Має складний колійний розвиток, що включає дві головні колії, приймально-відправні парки в обох напрямках, місцевий парк. До станції примикають колійне господарство локомотивного депо ТЧЕ-7 Улан-Уде, пункт технічного огляду вагонів, колії відділення резерву провідників, відновного та пожежного поїздів, а також під'їзні колії ряду промислових підприємств міста.
Головним чином через станцію прямують склади пасажирських поїздів далекого прямування проводиться зміна локомотивних бригад, локомотивів і їх екіпірування. Технічний огляд вантажних і пасажирських потягів, операції з обслуговування під'їзних колій. Сортування і формування - розформування дільничних і збірних поїздів здійснюється, як правило, на станції Тальци.